# Margaret Tallichet

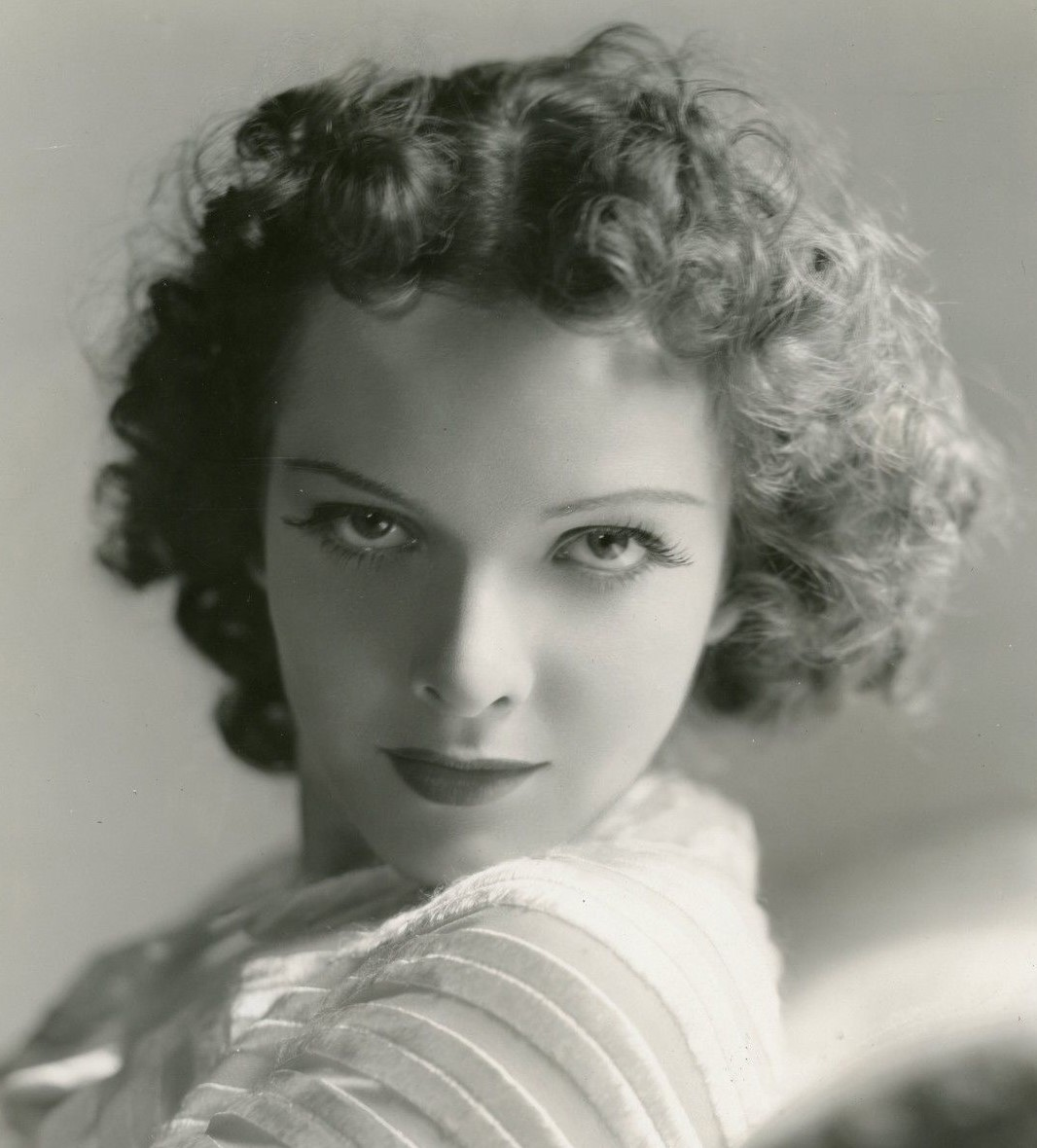
Margaret Tallichet, 1937

Margaret Lewis Tallichet (* 13. März 1914 in Dallas, Texas; † 3. Mai 1991 in Los Angeles, Kalifornien) war eine US-amerikanische Schauspielerin.

## Leben und Karriere
Margaret Tallichet war die Tochter von David Compton Tallichet und dessen Frau Margaret E. (geb. Williford). Ihr Urgroßvater Albert Tallichet war aus der Schweiz in die USA ausgewandert.
Tallichet war nach ihrem Abschluss an der Southern Methodist University als Reporterin für Zeitungen in ihrer Heimatstadt Dallas tätig. Eines Tages interviewte sie hierbei einen Talentscout aus Hollywood, der äußerte, dass sie bei ihm in Hollywood vorbeikommen könne, wenn sie Schauspielerin werden wolle. Nach kurzer Zeit reiste sie nach Hollywood, doch der Talentscout war nunmehr uninteressiert. Sie blieb aber in Hollywood und arbeitete zunächst als Sekretärin in der Publicity-Abteilung von Paramount Pictures, bis sie in dem Filmstar Carole Lombard eine Fürsprecherin fand. Lombard vermittelte Tallichet ihren ersten Agenten, Zeppo Marx.
im Jahr 1937 machte sie ihr Filmdebüt in der im Abspann ungenannten Nebenrolle der Marion in Ein Stern geht auf. Ihre erste größere Rolle spielte sie im folgenden Jahr in dem Film A Desperate Adventure an der Seite von Ramón Novarro. Ende der 1930er-Jahre war sie eine der vielen Schauspielerinnen, die für die Rolle der Scarlett in Vom Winde verweht in Betracht gezogen wurden. Ihren heute wohl bekanntesten Filmauftritt absolvierte Tallichet 1940 in der weiblichen Hauptrolle von Stranger on the Third Floor, der heute als Prototyp des Film noir gilt. Danach folgten aber noch zwei Filmauftritte, als Liebesrivalin von Deanna Durbin in der Komödie Die ewige Eva und als gutherzige Sekretärin in dem Spionagethriller The Devil Pays Off. Neben ihrer Filmkarriere hatte sie im Dezember 1940 kurzzeitig am Broadway in dem Stück Every Man For Himself gespielt.
Bereits 1938 hatte sie den berühmten Regisseur William Wyler geheiratet, mit dem sie bis zu dessen Tod 1981 zusammenbleiben sollte. Nach der Geburt des zweiten von fünf Kindern zog sie sich 1941 aus dem Schauspielgeschäft zurück, sodass es bei nur acht Filmen blieb. Sie wurde für den Dokumentarfilm Directed by William Wyler aus dem Jahr 1986 über Leben und Werk ihres Ehemannes interviewt. Margaret Tallichet starb im Mai 1991 im Alter von 77 Jahren an einer Krebserkrankung.

## Filmografie
- 1937: Ein Stern geht auf (A Star Is Born)
- 1937: Der Gefangene von Zenda (The Prisoner of Zenda)
- 1938: A Desperate Adventure
- 1938: Girls’ School
- 1939: Auf in den Kampf (Stand Up and Fight)
- 1940: Stranger on the Third Floor
- 1941: Die ewige Eva (It Started with Eve)
- 1941: The Devil Pays Off